# Ronde van Frankrijk 2019/Derde etappe

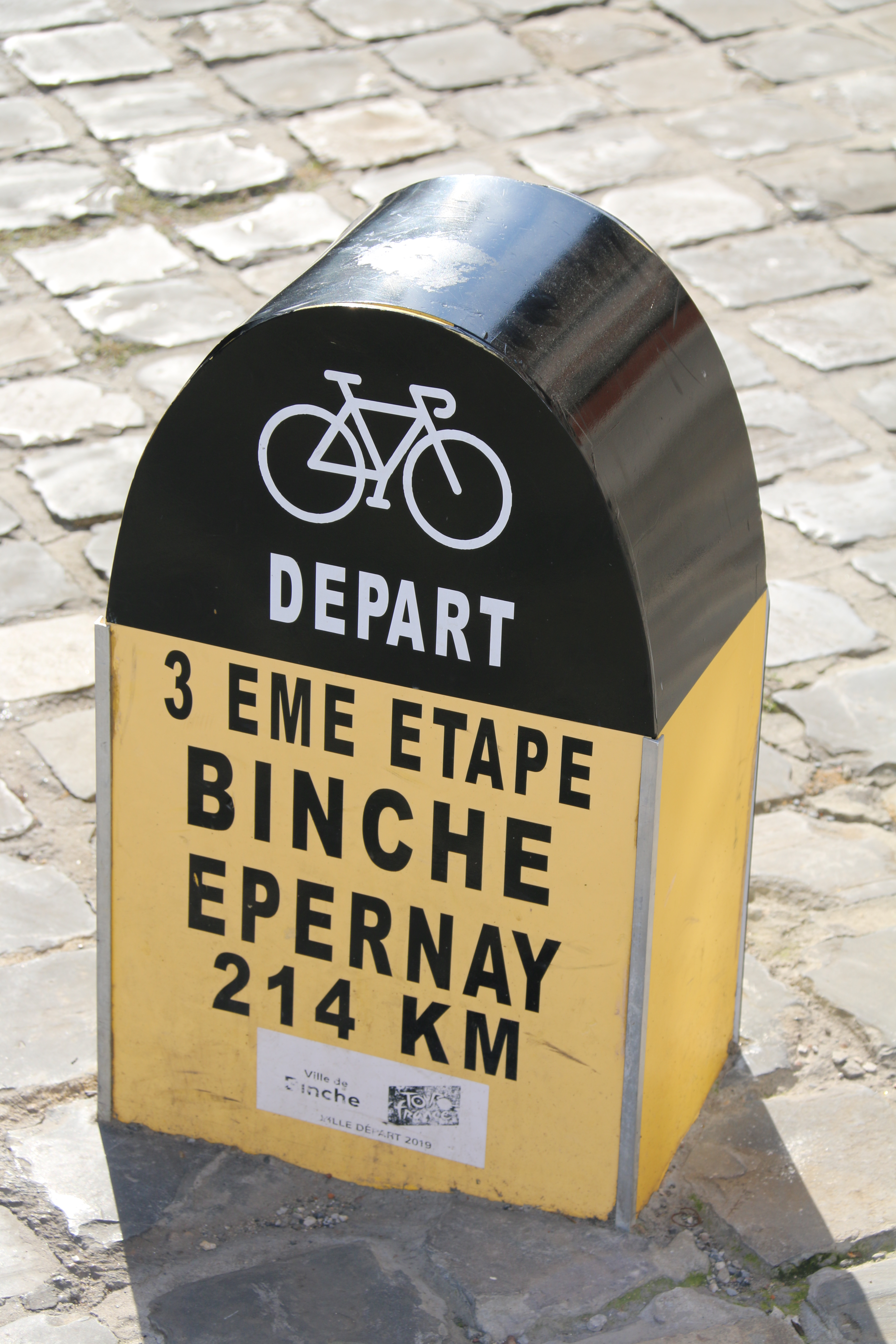
Startpunt derde etappe

De derde etappe van de Ronde van Frankrijk 2019 werd verreden op 8 juli tussen Binche en Épernay. Op het heuvelachtige parcours konden renners verschillen maken om aanspraak te maken op de gele trui. De Fransman Julian Alaphilippe reed op vijftien kilometer van de finish weg uit het peloton en hield ruim stand. Hij nam de gele trui over van Mike Teunissen.
| Binche – Épernay (214 km) |                    |                       |          |
| Plaats                    | Naam               | Ploeg                 | Tijd     |
| 1                         | Julian Alaphilippe | Deceuninck–Quick-Step | 4u40'29" |
| 2                         | Michael Matthews   | Team Sunweb           | + 26"    |
| 3                         | Jasper Stuyven     | Trek-Segafredo        | z.t.     |
| 4                         | Greg Van Avermaet  | CCC Team              | z.t.     |
| 5                         | Peter Sagan        | BORA-hansgrohe        | z.t.     |
| 6                         | Matteo Trentin     | Mitchelton-Scott      | z.t.     |
| 7                         | Sonny Colbrelli    | Bahrain-Merida        | z.t.     |
| 8                         | Xandro Meurisse    | Wanty-Gobert          | z.t.     |
| 9                         | Wout van Aert      | Team Jumbo-Visma      | z.t.     |
| 10                        | Thibaut Pinot      | Groupama-FDJ          | z.t.     |
|                           |                    |                       |          |
| 17                        | Steven Kruijswijk  | Team Jumbo-Visma      | + 31"    |

| Algemeen klassement |                    |                       |          |
| Plaats              | Naam               | Ploeg                 | Tijd     |
| 1                   | Julian Alaphilippe | Deceuninck–Quick-Step | 9u32'19" |
| 2                   | Wout van Aert      | Team Jumbo-Visma      | + 20"    |
| 3                   | Steven Kruijswijk  | Team Jumbo-Visma      | + 25"    |
| 4                   | George Bennett     | Team Jumbo-Visma      | z.t.     |
| 5                   | Michael Matthews   | Team Sunweb           | + 40"    |
| 6                   | Egan Bernal        | Team INEOS            | z.t.     |
| 7                   | Geraint Thomas     | Team INEOS            | + 45"    |
| 8                   | Enric Mas          | Deceuninck–Quick-Step | + 46"    |
| 9                   | Greg Van Avermaet  | CCC Team              | + 51"    |
| 10                  | Wilco Kelderman    | Team Sunweb           | z.t.     |

1e etappe ·
2e etappe ·
3e etappe ·
4e etappe ·
5e etappe ·
6e etappe ·
7e etappe ·
8e etappe ·
9e etappe ·
10e etappe ·
11e etappe ·
12e etappe ·
13e etappe ·
14e etappe ·
15e etappe ·
16e etappe ·
17e etappe ·
18e etappe ·
19e etappe ·
20e etappe ·
21e etappe
Startlijst · Eindstanden · Afbeeldingen